# Music to Driveby
| Críticas profissionais | Críticas profissionais |
| Avaliações da crítica  | Avaliações da crítica  |
| Fonte                  | Avaliação              |
| ---------------------- | ---------------------- |
| Allmusic               | [ 1 ]                  |
| RapReviews             | [ 2 ]                  |

Music to Driveby é o terceiro álbum de estúdio do grupo de rap americano Compton's Most Wanted. Foi lançado em 29 de Setembro de 1992 pela Orpheus Records. O álbum foi produzido por DJ Mike T, Master Ric Roc, The Unknown DJ, MC Eiht e DJ Slip. Chegou ao número 20 na Billboard Top R&B/Hip-Hop Albums e ao número 66 na Billboard 200.

## Track listing
1. "Intro" - 0:21
2. "Hit the Floor" - 1:49
3. "Hood Took Me Under" - 3:39
4. "Jack Mode" - 3:17
5. "Compton 4 Life" - 3:17
6. "8 Iz Enough" - 2:48
7. "Duck Sick II" - 3:44
8. "Dead Nigga Tell No Lies" - 3:40
9. "N 2 Deep" (featuring Scarface) - 3:50
10. "Who's Fucking Who?" - 1:47
11. "This Is a Gang" - 3:37
12. "Hoodrat" - 3:55
13. "Niggaz Strugglin'" - 3:33
14. "I Gots to Get Over" - 3:36
15. "U's a Bitch" - 3:42
16. "Another Victim" - 3:51
17. "Def Wish II" - 3:31
18. "Music to Driveby" - 3:31

## Histórico nas paradas
Álbum
| Parada (1992)                           | Melhor posição |
| --------------------------------------- | -------------- |
| E.U.A. Billboard 200                    | 66             |
| E.U.A. Billboard Top R&B/Hip-Hop Albums | 20             |

Singles
| Informação do single                                                                                        |
| --- |
| "Hood Took Me Under" - Lançado: 20 de Agosto de 1992 - Lado-B: - Posições nas paradas: #5 (Hot Rap Singles) |
| "N 2 Deep" - Lançado: 1992 - Lado-B: "Another Victim"                                                       |
| "Def Wish II" - Lançado: 1992 - Lado-B:                                                                     |